# Жемайтайтис, Ремигиюс
Ремигиюс Жемайтайтис (лит. Remigijus Žemaitaitis; род. 30 мая 1982, Шилуте, Литовская ССР, СССР) — литовский политический и государственный деятель, депутат (2009—2024, с 2024) и заместитель председателя (2018—2019) Сейма Литовской Республики.

## Биография
Родился 30 мая 1982 года в Шилуте, Литовская ССР, СССР.
В 2005 году окончил юридический факультет Вильнюсского университета, а после окончания обучения работал помощником адвоката. В 2007 году он был назначен помощником мэра Вильнюса, а позднее стал ассистентом депутатов Европейского парламента Юозаса Имбрасаса и Роландаса Паксаса.
На парламентских выборах 2009 года он был впервые избран в Сейм Литовской Республики от партии «Порядок и справедливость», а в 2012 году был переизбран на новый срок, возглавив парламентский Комитет по экономике. После парламентских выборов 2016 года лидер партии Роландас Паксас ушёл в отставку, а Жемайтайтис стал временно исполнять его обязанности. В сентябре 2018 года он был назначен заместителем председателя Сейма Литовской Республики, пробыв на этом посту до ноября 2019 года.
27 января 2024 года Жемайтайтис объявил, что будет баллотироваться на президентских выборах 2024 года, заняв по итогам голосования четвёртое место и набрав более 9% голосов в первом туре выборов.

## Личная жизнь
Ремигиюс Жемайтайтис женат на Живиле Жемайтайтене, с которой воспитывает двоих детей.
По состоянию на 2023 год он занимал 5-е место в списке самых богатых членов литовского парламента.